# Андрушки (Полтавская область)
Андрушки (укр. Андрушки) — село,
Ковалевский сельский совет,
Полтавский район,
Полтавская область,
Украина.
Код КОАТУУ — 5324081902. Население по переписи 2001 года составляло 63 человека.

## Географическое положение
Село Андрушки находится на левом берегу реки Коломак,
выше по течению на расстоянии в 1 км расположено село Сосновка,
ниже по течению примыкает село Макуховка,
на противоположном берегу — село Затурино.
К селу примыкает лесной массив (сосна).